# Andreas Günther (Bürgermeister)
Andreas Günther (* 30. November 1502 in Kamenz; † 19. Dezember 1570 ebd.) war Jurist, Stadtschreiber und Bürgermeister der oberlausitzischen Stadt Kamenz. Er war häufig bei Verhandlungen (z. B. Augsburg, Prag, Breslau, Wien) und maßgeblich beteiligt an der Behebung des beim Pönfall insbesondere für Kamenz entstandenen Schadens.

## Biographie
Andreas Günther war der Sohn des Juristen, Stadtschreibers und Ratsherren Gregorius Günther († 1535), und der Margarethe († 1509), geborener Trado.
Er studierte Jura und erwarb wohl in Prag den Doktortitel. Angeblich erwarb er seinen Doktorgrad im Jahr 1522 und war demnach nicht älter als 20 Jahre. Dann nämlich wurde er Stadtschreiber seiner Heimatstadt und blieb es ununterbrochen bis 1569. Mit dem Amt des Stadtschreibers ging in Kamenz zusätzlich eine Ratsmitgliedschaft einher.
Im Jahr 1522 heiratete er zudem die Schwester des Kamenzer Bürgermeisters Andreas Lache.
Als Ratsmitglied schlug er eine neue Ratsordnung vor, der zufolge es nicht mehr einen Bürgermeister mit einem Jahr Amtszeit, sondern drei im stetigen Wechsel auf Lebenszeit geben solle. Sein Vorschlag wurde im Jahr 1525 angenommen. Die neue Regelung stärkte natürlich die städtische Oberschicht, sorgte aber gleichzeitig für Kontinuität im Ratsgeschehen.
Im Jahr 1527 erbte Günther nach dem Tod seiner Schwiegermutter wertvolle Grundstücke.
Im Jahr 1530 erwirkte er eine finanzielle Verschärfung des Erwerbs des Bürgerrechts, wodurch die Sorben faktisch von diesem ausgeschlossen wurden.
Im selben Jahr verstarb seine erste Ehefrau. Seine zweite Frau hieß Anna († 1567).
Von seinem Schwiegerbruder bekam er im Jahr 1531 „Haus am Markt mit eigenem Brau- und Malzhaus übertragen“ übertragen.
Günther war katholisch und musste den Einzug der von ihm als feindlich betrachteten Reformation in Kamenz spätestens um das Jahr 1540 mit ansehen. Kritik von Bürgern gab es ihm gegenüber deswegen nicht, vermutlich akzeptierte auch er mit der Zeit die Protestanten.
Kamenz erwarb in der ersten Hälfte des 16. Jahrhunderts einige Privilegien von König Ferdinand, der als Landesherr das Geld durch den ökonomischen Aufschwung der erstarkenden Kamenzer Bürger gerne entgegennahm. Diese Vorzüge resultierten in Konflikten mit dem Adel und eskalierten schließlich, als Oberlausitzische Soldaten am 23. April 1547, einen Tag vor der entscheidenden Schlacht im Schmalkaldischen Krieg (Schlacht bei Mühlberg) abzog. Auch, wenn die Anzahl der oberlausitzischen Truppen vernachlässigbar gewesen und ihre Abstellungszeit ohnehin abgelaufen war, versuchte Günther zu beschwichtigen und reiste nach Wittenberg, zu dem sich dort aufhaltenden König Ferdinand. Günthers Bitte um Vergebung hatte aber keinen Erfolg, den König sah er gar nicht.
Der adlige Ulrich von Nostitz verlas am 16. August 1547 eine Vorladung von Vertretern der Sechsstädte zum 1. September nach Prag, wo die annähernd hundert Abgesandten gefangen genommen wurden. Am 13. September, nachdem das Strafmaß seitens der Sechsstädte akzeptiert worden war, reiste Günther zurück nach Kamenz und verkündete die Strafgelder und Zurücknahme der Privilegien.
Nun reiste Günther auf eigenes Ersuchen mehrmals nach Prag um zu verhandeln. Er erlangte bis 1562 fast alle im Jahr 1547 verlorenen Rechte zurück, beispielsweise die freie Ratswahl und die hohe und niedere Gerichtsbarkeit. Durch seinen Katholizismus und lange Ratserfahrung stand er bei Ferdinand in hohem Ansehen. Günter war der einzige Bürgermeister der Sechsstädte, der nach dem Pönfall im Amt bleiben durfte.
1561 engagierte sich Günther für eine Stärkung der Polizeigewalt in Kamenz. Die Stellung des Rates wurde dadurch ebenfalls erhöht, er herrschte aber auch mehr Sicherheit für kleine Bürger von Kamenz. Die neue Kamenzer Polizeiordnung bestand bis ins 18. Jahrhundert.
Ab 1560 versuchte Günther die Kamenzer Klosterkirche St. Annen, der nach der Reformation die Spenden ausblieben und von den Franziskanern nach und nach verlassen wurde, der Stadt Kamenz einzuverleiben. Im Jahr 1564 verließ der letzte Mönch das Kloster und übergab es dem Kamenzer Rat. Im Jahr 1565 stimmte auch das Mutterkloster Bechyně zu. Nach zwei Jahren sorgte Günther in dieser Kirche für Epitaphien für seine im Jahr 1567 verstorbene Frau und sich selbst.
Im Jahr 1570 stiftete Günther den später nach ihm benannten Andreasbrunnen am Marktplatz in Kamenz. Sein eigenes Vermögen investierte er teilweise in städtische Kamenzer Einrichtungen.

## Quelle
- Sven Brajer: Andreas Günther. In: Institut für Sächsische Geschichte und Volkskunde (Hrsg.): Sächsische Biografie.